# مرگ سایه‌ای دارد
مرگ سایه دارد Death Has a Shadow، نام اولین قسمت مجموعه تلویزیونی مرد خانواده است که سال ۱۹۹۹ بر روی آنتن رفت و بر روی شبکه فاکس نمایش داده شد.

## خلاصه
پدر خانواده پیتر گریفن، به دلیل مصرف زیاد آبجو از کارش اخراج شده و در سبب این است که چگونه به خانواده بگوید؛ تا اینکه با اشتباهی در سیستم کمیته رفاه اجتماعی، به وی ۱۵۰۰۰۰ دلار در هفته پول می‌رسد…